# Caso cartas bomba
El Caso cartas-bomba fue un atentado terrorista, ocurrido el 27 de septiembre de 2001 en la Embajada de Estados Unidos en Chile, perpetrado por Humberto López Candia, un informante del Consejo Coordinador de Seguridad Pública (CCSP) —más conocido por el nombre informal de «La Oficina»—  y por Lenin Guardia, un sociólogo y analista de inteligencia chileno, conocido por haber contribuido a la desarticulación de la delincuencia y el narcotráfico durante la transición a la democracia en Chile.

## Los acontecimientos
El 27 de septiembre de 2001 una carta bomba llegó a la embajada de Estados Unidos en Santiago de Chile. Consistía en un detonador eléctrico, nitrato de amonio, trinitrotolueno, un perro de ropa, una pila AA y cables. El mismo día, a la oficina del abogado Luis Hermosilla llegó una carta-bomba consistente en una sustancia sólida con nitratos en alto contenido, además de una pila tipo A y dos cables eléctricos.
Al día siguiente, el propio Lenin Guardia llamó al Palacio de La Moneda y proporcionó información sobre el caso a Guillermo Miranda, jefe de gabinete del Ministerio del Interior. En forma paralela, Humberto López Candia (ex mirista y ex informante de La Oficina) llamó a la Radio Bío Bío para contar lo ocurrido. Guardia se contactó también con Nelson Mery, a quien señaló que las cartas-bomba correspondían a acciones de propaganda del supuestamente reagrupado Frente Patriótico Manuel Rodríguez. Guardia vendió a Mery una lista con nombres de personajes públicos contra los cuales el FPMR supuestamente atentaría: entre ellos estaban el director de la DISPI, Gustavo Villalobos; el abogado Isidro Solís; el cardenal Francisco Javier Errázuriz; varios oficiales del Ejército; y el propio Mery. Con cargo a los gastos reservados de la Dirección General de Investigaciones, se le pagaron a Guardia alrededor de 3 millones de pesos por la falsa información, entre la cual se decía que un tal José Antipán era el reorganizador del FPMR. Posteriormente, estos pagos por información a Guardia serían negados por el subsecretario del interior, Jorge Correa Sutil.
Días después, Guardia y Mery se reunieron en la casa de este último. Guardia llevó consigo dos sobres con explosivos similares a los de las cartas-bomba, y Mery los derivó al ministro a cargo del caso, Jorge Zepeda, quien trató de obtener más información de parte de Guardia. Éste se rehusó, por lo que el ministro lo acusó de obstrucción a la justicia, ordenando su arresto.
Guardia fue detenido el 7 de noviembre de 2001, el mismo día que López Candia. Al momento de su detención, se le incautó un arma que le había sido regalada por el general Humberto Gordon, además de otras dos, una de ellas robada a un miembro del Ejército. En su domicilio se encontraron explosivos del mismo tipo de los enviados en los sobres: nitrato de amonio y nitroglicerina.
Durante el juicio, las defensas de ambos imputados se basaron en argumentos distintos: Guardia alegaba inocencia y señalaba que López Candia lo había engañado, mientras que este último reconocía que los atentados tenían como propósito el lucro. Atribuyó a Guardia la idea original, pero confesó que él escribió los sobres.
En marzo de 2002, Humberto López Candia reconoció mediante una carta de arrepentimiento que había involucrado dolosamente a Guardia en los atentados, situación que ya había sostenido en el único careo a los que los sometió el ministro Jorge Zepeda Arancibia.
El 15 de abril de 2002, Guardia llevó a cabo una huelga de hambre para protestar por las irregularidades que, según él, tenía el proceso en su contra.
El magistrado concluyó que Guardia y López Candia pretendieron sacar provecho del revuelo causado por los atentados del 11 de septiembre de 2001, creando situaciones ficticias de terrorismo para que políticos y empresarios contrataran sus servicios de seguridad. Entre esos montajes estuvo el envío de chocolates envenenados a la sede de la Unión Demócrata Independiente. Asimismo se les acusó de la colocación de un yogur también envenenado en un supermercado de la cadena Unimarc, cargo que resultaría falso.
En la sentencia quedó también acreditado que Guardia prestó servicios durante meses a Nelson Mery y al entonces Ministro del Interior del gobierno de Ricardo Lagos, José Miguel Insulza, a pesar de que el presidente Lagos negó que su gobierno estuviera vinculado a Guardia.
El ministro Zepeda dictó contra ambos una sentencia de 11 años de cárcel por delitos terroristas. A Lenin Guardia se le aumentó la pena en 61 días por infracción a la Ley de Armas, dadas las armas no inscritas incautadas en su domicilio. El 22 de octubre de 2002, la Sexta Sala de la Corte de Apelaciones de Santiago confirmó la sentencia, pasando Guardia a cumplir su condena en el penal de Punta Peuco, destinado originalmente a los militares condenados por violaciones a los derechos humanos. Gendarmería afirma que cumplirá su pena en septiembre de 2012.

## Condena
El 20 de diciembre de 2006, Lenin Guardia fue trasladado desde Punta Peuco a la Cárcel de Alta Seguridad, como él mismo solicitó. Según una nota de prensa, Guardia trabó amistad en Punta Peuco con reclusos como Álvaro Corbalán y Carlos Herrera Jiménez, pero solicitó el traslado aduciendo motivos de seguridad, ya que los demás condenados del recinto se habrían molestado por el hecho de que recibió una rebaja de pena que a ellos no se ha concedido.
Favorecido por la ley n° 19.856 por "conducta sobresaliente", en enero de 2007 se le rebajaron 8 meses de su condena (López Candia recibió 6 meses). En marzo de 2007 solicitó la libertad dominical mediante los conductos regulares, pero se le denegó. Desde el 17 de junio de 2007 tiene el beneficio de la salida dominical, y la Corte de Apelaciones podría darle la libertad condicional por buena conducta.
El 15 de octubre de 2020 pidieron a las autoridades desarchivar el expediente judicial de Guardia Basso. La solicitud fue presentada a la Corte de Apelaciones de Santiago por una posible falta de antecedentes en el juicio, e incluso si esto llegase a proceder anunciaron sus abogados que acudirían a la Corte Interamericana de Derechos Humanos.  El 3 de enero de 2021, la Corte de Apelaciones de Santiago certificó el extravío de parte del expediente judicial, incluidos los cuadernos reservados en los que se sostiene la sentencia dictada por el ministro Jorge Zepeda Arancibia, documentos a los que Lenin Guardia, según sostiene su abogado, jamás tuvo acceso. Por este motivo, Lenin Guardia denunció su caso a la Corte Interamericana de Derechos Humanos.